# 一之森城
一之森城（いちのもりじょう）は、愛媛県北宇和郡鬼北町にあった日本の城（山城）。

## 概要
標高266mの山頂を人工的に平坦地とし、そこに城が築かれていた。東麓の是延と南麓の西仲から登ることができる。
永徳元年（1381年）頃に竹林院公明が宇和郡に移り、以降竹林院氏が居城とした。（1441年）の嘉吉の乱の際には、赤松満祐を討つため竹林院氏は立間公広とともに播磨国に出兵している。しかし室町時代後期になると勢力が衰え、戦国時代末期には土佐一条氏や長宗我部氏から侵攻を受け、天正11年（1583年）には長宗我部元親の部将・久武親直が当城に兵糧攻めを行い、城側の竹林院実親は降伏して城を離れた。その後、竹林院氏は近くの村に居住していたという。